# Brown Sugar
Brown Sugar (br: No Embalo do Amor / pt: Ritmos Africanos) é um filme americano de romance lançado em 2002, escrito por Michael Elliott e Rick Famuyiwa, e dirigido por Rick Famuyiwa. É protagonizado por Taye Diggs e Sanaa Lathan. Conta a história de um executivo de uma gravadora de hip hop e uma editora de revista (que são amigos de infância) tornando-se mais do que amigos, apesar de ambos estarem envolvidos em outros relacionamentos. O título do filme foi retirado de uma canção de mesmo nome lançada em 1995 pelo cantor D'Angelo.

## Sinopse
O filme segue a evolução do relacionamento entre Sidney, uma jovem atraente que acaba de ser promovida editora-chefe da revista de hip hop XXL, e Dre, um produtor musical que a conhece desde a infância. Dre é noivo de Reese, uma advogada de sucesso, e Sid está saindo com o jogador de basquete Kelby. A notícia de que Dre vai se casar, desperta em Sidney um sentimento confuso e diferente. De repente, ela parece não saber mais como se comportar na companhia de Dre, e um beijo na véspera de seu casamento, ambos se vêem forçados a encarar a inesperada atração mútua.

## Elenco
- Taye Diggs — Andre Romulus 'Dre' Ellis
- Sanaa Lathan — Sidney 'Sid' Shaw
- Mos Def — Christopher Anton 'Cavi' Vichon
- Nicole Ari Parker — Reese Marie Wiggam Ellis
- Boris Kodjoe — Kelby Dawson
- Queen Latifah — Francine

participações especiais
- Kool G. Rap — Ele mesmo
- Pete Rock — Ele mesmo
- De La Soul — Eles mesmos
- Tariq Trotter — Ele mesmo (Black Thought)
- Jermaine Dupri — Ele mesmo
- Talib Kweli — Ele mesmo
- Common - Ele mesmo
- Method Man — Ele mesmo
- Slick Rick — Freestyler
- Ahmir Thompson — Ele mesmo (Questlove)
- Russel Simmons — Ele mesmo
- Fabolous — Ele mesmo
- Beanie Sigel — Ele mesmo

## Recepção

### Crítica
O filme recebeu críticas positivas. Obteve 66% de aprovação no Rotten Tomatoes, que se baseou em 85 críticas recolhidas, e uma média ponderadade 4.3 /10. No Metacritic, o filme mantém uma pontuação de 58 em 100, com base em 28 críticos, indicando "revisões mistas".

## Prêmios e indicações
NAACP Image Awards 2003 (indicações)
- Outstanding Motion Picture
- Outstanding Actor in a Motion Picture — Taye Diggs
- Outstanding Actress in a Motion Picture — Sanaa Lathan
- Outstanding Supporting Actor in a Motion Picture — Mos Def
- Outstanding Supporting Actor in a Motion Picture — Boris Kodjoe
- Outstanding Supporting Actress in a Motion Picture — Queen Latifah
- Outstanding Supporting Actress in a Motion Picture — Nicole Ari Parker

## Trilha sonora
Foi lançada em 24 de setembro de 2002 pela MCA Records, sendo composta por canções de hip hop e R&B. Obteve um razoável sucesso nas paradas musicais, alcançando a 16ª posição na Billboard 200, 2ª no Top R&B/Hip-Hop Albums e 1ª no Top Soundtracks.
Lista de faixas
1. "Brown Sugar (Extra Sweet)" — 3:28 (Mos Def & Faith Evans)
2. "Love of My Life (An Ode to Hip-Hop)" — 5:38 (Erykah Badu & Common)
3. "Bring Your Heart" — 4:49 (Angie Stone & Diamond Stone)
4. "Brown Sugar (Raw)" — 3:43 (Black Star)
5. "Easy Conversation" — 4:57 (Jill Scott)
6. "It's Going Down" — 3:58 (Blackalicious & Lateef the Truth Speaker)
7. "Breakdown" — 3:01 (Mos Def)
8. "You Make Life So Good" — 3:59 (Rahsaan Patterson)
9. "Time After Time" — 4:06 (Cassandra Wilson)
10. "Paid in Full" [7 Minutes of Madness-The Coldcut Remix] — 7:11 (Eric B. & Rakim)
11. "No One Knows Her Name" — 3:55 (Hi-Tek, Big D & Piakhan)
12. "Act Too (Love of My Life)" — 3:37 (The Roots)
13. "Never Been" — 4:04 (Mary J. Blige)
14. "Brown Sugar (Fine)" — 3:31 (Mos Def)
15. "You Changed" — 3:52 (Jully Black)